# Canton de La Mothe-Achard
Le canton de La Mothe-Achard est une ancienne division administrative française située dans le département de la Vendée et la région des Pays-de-la-Loire.
Créé en 1790, connu au XIXe siècle en tant que canton de La Motte-Achard, il est supprimé en avril 2015 à la suite d’un découpage cantonal opéré en 2014.

## Histoire
Sous la Révolution française, pendant la mise en œuvre des décrets de l’Assemblée nationale concernant la division du royaume en 83 départements (15 janvier et 16 février 1790), un décret particulier du 26 janvier 1790 porte implicitement création du canton au sein du district ; les textes de la Constituante sont par la suite ordonnés dans des lettres patentes de Louis XVI données le 4 mars 1790. La division admet alors un chef-lieu fixé dans la municipalité de La Mothe-Achard.
Le maintien du canton est projeté dans la loi concernant la division du territoire de la République et l’administration du 28 pluviôse an VIII (17 février 1800). Aussi, en vertu de l’arrêté du 9 brumaire an X (31 octobre 1801), deux communes quittent le canton (Sainte-Foy et Vairé) tandis que six autres le rejoignent (Aubigny, Beaulieu-sous-la-Roche, La Chapelle-Hermier, Landeronde, Martinet et Nieuil-le-Dolent). Cependant, par loi du 21 juillet 1824, la commune d’Aubigny est attribuée au canton de Bourbon-Vendée (arrondissement de Bourbon-Vendée).
Le 10 février 1834, la commune de Martinet est absorbée par Beaulieu-sous-Bourbon. Cependant, Martinet est recréée à compter du 24 décembre 1849.
Le 21 mars 1873, la commune de Saint-Mathurin est érigée à partir de parcelles de celle de La Chapelle-Achard.
| Janvier 1790 | Octobre 1801 | Juillet 1824 | Février 1834 | Décembre 1849 | Mars 1873 |
| ------------ | ------------ | ------------ | ------------ | ------------- | --------- |
| 8            | 12           | 11           | 10           | 11            | 12        |

## Dénomination
Le canton est créé le 26 janvier 1790 sous le nom de « canton de La Mothe-Achard ».
Alors que l’arrêté du 9 fructidor an V (27 août 1801) relatif à la dénomination des communes et arrondissements de justices de paix prescrit comme graphie officielle de la commune et du canton celle contenue dans les tableaux de division en justices de paix, l’arrêté du 9 brumaire an X (31 octobre 1801) portant réduction des justices de paix du département de la Vendée attribue à la commune abritant le chef-lieu du canton le nom de « La Motte-Achard ». Le canton est donc connu sous ce nom à partir de cette date.
Au cours du XIXe siècle, la commune de La Motte-Achard reprend son appellation originelle (« La Mothe-Achard »), induisant le changement de nom du canton, qui conserve sa dénomination jusqu’à sa suppression.

## Géographie

### Situation administrative
Administrativement, le canton se situe au sein du département de la Vendée, dans le district des Sables-d’Ollonne de 1790 à 1795. À partir de la loi concernant la division du territoire de la République et l’administration (17 février 1800), le canton relève du premier arrondissement départemental, baptisé, au sens de l’arrêté du 9 brumaire an X (31 octobre 1801), « arrondissement des Sables-d’Olonne ».

### Surfaces et altitudes
| Commune                      | Surface (ha) | Altitude (m) | Altitude (m) |
| Commune                      | Surface (ha) | Mini         | Maxi         |
| ---------------------------- | ------------ | ------------ | ------------ |
| Beaulieu-sous-la-Roche       | 2 577        | 20           | 69           |
| La Chapelle-Achard           | 2 184        | 7            | 58           |
| La Chapelle-Hermier          | 1 814        | 6            | 62           |
| Le Girouard                  | 2 551        | 14           | 72           |
| La Mothe-Achard              | 861          | 17           | 61           |
| Landeronde                   | 1 827        | 29           | 72           |
| Martinet                     | 1 840        | 12           | 63           |
| Nieul-le-Dolent              | 2 802        | 34           | 81           |
| Saint-Georges-de-Pointindoux | 1 564        | 18           | 72           |
| Saint-Julien-des-Landes      | 2 845        | 7            | 66           |
| Saint-Mathurin               | 2 390        | 1            | 44           |
| Sainte-Flaive-des-Loups      | 3 628        | 14           | 77           |

## Composition

### Découpage du26 janvier 1790
| Municipalité                | Période   | Réf. |
| --------------------------- | --------- | ---- |
| La Chapelle-Achard          | 1790-1801 | ,    |
| Girouard                    | 1790-1801 | ,    |
| La Mothe-Achard (chef-lieu) | 1790-1801 | ,    |
| Saint-Georges-de-Pointidoux | 1790-1801 | ,    |
| Saint-Jullien-des-Landes    | 1790-1801 | ,    |
| Sainte-Flaive               | 1790-1801 | ,    |
| Sainte-Foy                  | 1790-1801 | ,    |
| Vairé                       | 1790-1801 | ,    |

### Découpage du 9 brumaire anX
| Municipalité                | Période   | Réf. |
| --------------------------- | --------- | ---- |
| Aubigny                     | 1801-1824 | ,    |
| Beaulieu-sous-la-Roche      | 1801-1824 | ,    |
| La Chapelle-Achard          | 1801-1824 | ,    |
| La Chapelle-Hermier         | 1801-1824 | ,    |
| Girouard                    | 1801-1824 | ,    |
| Landeronde                  | 1801-1824 | ,    |
| Martinet                    | 1801-1824 | ,    |
| La Motte-Achard (chef-lieu) | 1801-1824 | ,    |
| Nieuil-le-Dolent            | 1801-1824 | ,    |
| Saint-Georges               | 1801-1824 | ,    |
| Saint-Julien-des-Landes     | 1801-1824 | ,    |
| Sainte-Flaive               | 1801-1824 | ,    |

### Découpage du 21 juillet 1824
| Municipalité                | Période             | Réf. |
| --------------------------- | ------------------- | ---- |
| Beaulieu-sous-Bourbon       | 1824-2015           | ,    |
| La Chapelle-Achard          | 1824-2015           | ,    |
| La Chapelle-Hermier         | 1824-2015           | ,    |
| Girouard                    | 1824-2015           | ,    |
| Landeronde                  | 1824-2015           | ,    |
| Martinet                    | 1824-1834 1849-2015 | ,    |
| La Motte-Achard (chef-lieu) | 1824-2015           | ,    |
| Nieuil-le-Dolent            | 1824-2015           | ,    |
| Saint-Georges               | 1824-2015           | ,    |
| Saint-Julien-des-Landes     | 1824-2015           | ,    |
| Sainte-Flaive               | 1824-2015           | ,    |

## Représentation
Le canton de La Mothe-Achard est la circonscription d’élection d’un des membres du conseil général de la Vendée, désigné lors des élections cantonales.

### Liste des conseillers généraux (de 1833 à 2015)
| Période                      | Période                          | Identité                             | Étiquette    | Qualité |
| ---------------------------- | -------------------------------- | ------------------------------------ | ------------ | --- |
| 14 novembre 1833             | 23 août 1841                     | François Lansier                     |              | Médecin Maire de Sainte-Flaive (1800-1808) |
| 23 août 1841                 | 5 octobre 1848                   | Gilles Mercier                       |              | Propriétaire Maire de Saint-Georges-de-Pointindoux (1828-1848) |
| 5 octobre 1848               | 28 août 1852 (démissionnaire)    | Comte Guillaume de Rorthays          | Royaliste    | Propriétaire Lieutenant au 1er régiment de hussards (1815-1821) Maire de Beaulieu (1848-1851) puis de Beaulieu-sous-Napoléon (1852)                                                                     |
| 22 août 1853                 | 23 octobre 1871                  | Gilles Mercier                       |              | Propriétaire Maire de Saint-Georges-de-Pointindoux (1852-1868) |
| 23 octobre 1871              | 19 octobre 1874 (démissionnaire) | Comte Guillaume de Rorthays          | Royaliste    | Propriétaire Lieutenant au 1er régiment de hussards (1815-1821) Maire de Beaulieu (1848-1851) puis de Beaulieu-sous-Napoléon (1852)                                                                     |
| 19 octobre 1874              | 29 décembre 1888 (décès)         | Henri Morisson de La Bassetière      | Droite       | Propriétaire Maire de Saint-Julien-des-Landes (1870-1871 et 1871-1888) |
| 29 avril 1889                | 22 août 1892                     | Comte Edmond de La Roche-Saint-André | Droite       | Maire de Saint-Julien-des-Landes (1888-1912) |
| 22 août 1892                 | 22 août 1898                     | Auguste Brémaud                      | Républicain  | Propriétaire Maire de La Mothe-Achard (1881-1900) |
| 22 août 1898                 | 22 août 1910                     | Olivier Foucher, baron de Brandois   | Conservateur | Propriétaire Maire de La Mothe-Achard (1900-1908) |
| 22 août 1910                 | 24 octobre 1928                  | Étienne de Lauzon                    | Conservateur | Propriétaire Maire de Saint-Julien-des-Landes (1912-1938) |
| 24 octobre 1928              | 17 octobre 1934                  | Edmond Barreau                       | RG           | Propriétaire Médecin |
| 17 octobre 1934              | 12 octobre 1940                  | Comte Raymond de Rorthays            | Conservateur | Propriétaire agriculteur Camérier du pape Pie XI Maire de Beaulieu-sous-la-Roche (1920-1944) Nommé membre de la Commission administrative départementale en 1941 Nommé conseiller départemental en 1943 |
| Vacance du siège (1940-1945) |                                  |                                      |              | |
| 29 octobre 1945              | 17 octobre 1951                  | Paul Mignen                          |              | Pharmacien à La Mothe-Achard |
| 17 octobre 1951              | 24 mars 1982                     | Félicien Pateau                      | MRP DVD      | Exploitant agricole Maire de Saint-Mathurin (1945-1987) Vice-président du conseil général |
| 24 mars 1982                 | 23 mars 2001                     | Michel Breton                        | RPR          | Conseiller agricole Maire de La Mothe-Achard (1971-2001) Président de la communauté de communes du Pays-des-Achards (1993-1995)                                                                         |
| 23 mars 2001                 | 2 avril 2015                     | Joseph Merceron                      | DVD          | Cadre bancaire Maire de Nieul-le-Dolent (1989-2014) Président de la communauté de communes du Pays-des-Achards (1995-2001)                                                                              |

### Liste des conseillers d'arrondissement (de 1833 à 1940)
| Période                                  | Période | Identité                                                     | Étiquette    | Qualité |
| ---------------------------------------- | ------- | ------------------------------------------------------------ | ------------ | --- |
| 1833                                     | 1848    | Philippe Pelletier (1800-1877)                               |              | Médecin, propriétaire à Beaulieu                                                                            |
|                                          |         |                                                              |              | |
| av.1865                                  |         | Amédée Gauvrit (1817-1878)                                   |              | Docteur en médecine à La Mothe-Achard                                                                       |
|                                          |         |                                                              |              | |
| av.1913                                  | 1934    | Comte Raymond de Rorthays                                    | Conservateur | Propriétaire agriculteur, Camérier du pape Pie XI, maire de Beaulieu-sous-la-Roche (1920-1944)              |
| 1934                                     | 1940    | Édouard Edmond Antoine Morisson de La Bassetière (1897-1966) | URD-PSF      | Maire de La Mothe-Achard                                                                                    |
| 1940                                     |         |                                                              |              | Les conseils d'arrondissement ont été suspendus par la loi du 12 octobre 1940 et n'ont jamais été réactivés |
| Les données manquantes sont à compléter. |         |                                                              |              | |

## Démographie
| 1831  | 1836  | 1841  | 1846  | 1851   | 1856   | 1861   | 1866   | 1872   |
| ----- | ----- | ----- | ----- | ------ | ------ | ------ | ------ | ------ |
| 8 243 | 8 725 | 9 047 | 9 988 | 10 314 | 10 615 | 10 597 | 11 107 | 11 254 |

| 1876   | 1881   | 1886   | 1891   | 1896   | 1901   | 1906   | 1911   | 1921   |
| ------ | ------ | ------ | ------ | ------ | ------ | ------ | ------ | ------ |
| 11 661 | 11 920 | 12 347 | 12 836 | 13 175 | 13 351 | 13 838 | 13 485 | 12 224 |

| 1926   | 1931   | 1936   | 1946   | 1954   | 1962   | 1968   | 1975   | 1982   |
| ------ | ------ | ------ | ------ | ------ | ------ | ------ | ------ | ------ |
| 12 221 | 12 081 | 11 910 | 11 446 | 11 452 | 11 257 | 11 027 | 10 911 | 13 250 |

| 1990   | 1999   | 2006   | 2011   | - | - | - | - | - |
| ------ | ------ | ------ | ------ | - | - | - | - | - |
| 14 183 | 15 224 | 17 974 | 21 068 | - | - | - | - | - |